# ユニヴァース・アイルランド
ユニヴァース・アイルランド (Universe Ireland) は、かつてアメリカのナショナル・バルク・キャリア社（NBC）が運航し、その子会社のバントリー・トランスポーテーション社が所有していた原油タンカー。

## 概要
ユニヴァース・アイルランド級の1番船として、石川島播磨重工（現：アイ・エイチ・アイ マリンユナイテッド）横浜第2工場で竣工。
船価は約72億円（当時）で、1968年の竣工時は世界最大であり、かつ史上初のULCC（30万重量トンを超えたタンカー）であった。
本船はガルフオイルが用船し、クウェートからの原油輸送に従事したが1980年に売却され、その後「Avin Oil Episkopi」「Haql Episkopi」「Episkopi」と改名した後、1984年に解体された。
またユニヴァース・アイルランド級は1968年から1969年にかけて、石川島播磨重工と三菱重工業長崎造船所で計6隻が建造され世界最大を誇ったが、1971年に竣工した日石丸に抜かれた。

## 同型船
- 2番船　「ユニヴァース・クウェート（Universe Kuwait）」

1968年9月9日、三菱重工長崎造船所で竣工。
- 3番船　「ユニヴァース・ジャパン（Universe Japan）」

1969年3月20日、石川島播磨重工で竣工。
- 4番船　「ユニヴァース・ポルトガル（Universe Portugal）」

1969年4月3日、三菱重工長崎造船所で竣工。
- 5番船　「ユニヴァース・コリア（Universe Korea）」

1969年6月27日、石川島播磨重工で竣工。
- 6番船　「ユニヴァース・イラン（Universe Iran）」

1969年7月10日、三菱重工長崎造船所で竣工。